# 望郷詩
「望郷詩」（ぼうきょうし）は、1977年7月にリリースされた春日八郎のシングル。

## 解説
- 秋田県角館（現・仙北市）を舞台にしたご当地ソングであり、歌詞の一番には「飾山囃子」、二番には「武家屋敷」「枝垂桜」が出てくる。

- 同年の「第28回NHK紅白歌合戦」でも歌唱されたが、春日は3番の「人伝に 聞けば彼の女」を「人伝に 訪ねあぐんだ」と歌っている。

- 同年6月23日のTBS「トップスターショー・歌ある限り」でも歌唱されたが、春日は1番の「二度と帰り来ぬ青春」を「二度と帰らない日よ」と歌っている。

## 収録曲
1. 望郷詩
  - 作詞:吉田旺／作曲:佐藤勝／編曲:田辺信一
2. 故郷ってなんだろう
  - 作詞:横井弘／作曲:桜田誠一／編曲:竹村次郎